# Camlait
 (janvier 2012).
Camlait est une entreprise camerounaise agroalimentaire créée en 1972. Elle est membre du Groupement Inter-Patronal des entreprises Camerounaises (GICAM). C'est un acteur majeur de la production et de la commercialisation des produits laitiers frais et des boissons rafraîchissantes dans la sous région CEMAC.
Apres 40 années de présence au Cameroun, Camlait se définit comme « au service de l'alimentation et du développement ».
Camlait a réalisé en 2010 un chiffre d’affaires de 6,5 milliards de francs CFA.

## Historique
Dans le souci de contribuer à la construction du tissu industriel camerounais,[non neutre] la société camerounaise des produits laitiers (Camlait) est le résultat d’un projet mis sur pied par un groupe d’hommes d’affaires camerounais en 1972 : Michel Nzuko, Thomas Fodouop et Elie Kayo, Takoua Hypolite.
Camlait commence son activité sous la forme d’une société à responsabilité limitée (SARL) avec un capital de 15 millions de FCFA ayant pour activité principale la production et la commercialisation des yaourts.
Au fil du temps, la société Camlait va évoluer et ses activités deviendront plus étendues. Son capital passera de 15 millions à 450 millions de FCFA en 2004, puis à 1,2 milliard de FCFA en 2007 et enfin à 2,2 milliards en 2011. Cette évolution est rendue possible par son leadership sur le marché camerounais des produits laitiers (59 % de part de marché en 2011), mais est également la conséquence de ses investissements.
L’évolution de Camlait se matérialise par la diversification de ses activités, l’augmentation continuelle de son capital et la création de nouvelles agences.
- En 1972 son capital est de 15 000 000 FCFA
- En 1975 son capital passe à 21 000 000 FCFA grâce à l’absorption de son principal concurrent « Jem » et à la création d’une deuxième agence de production et de commercialisation des yaourts à Yaoundé.
- En 1979, son capital passe à 50 000 000 FCFA et sa forme juridique devient société anonyme (SA). C’est au cours de cette même année que la société diversifie ses activités en produisant le lait liquide. Pour faire face au problème d’emballage importé d’Europe, Camlait participera cette année-là, à la création de la société « Union pour la Transformation des Plastiques (UNIPLAST) dont le rôle est de fournir Camlait en emballage et de couvrir la zone CEMAC en emballages alimentaires. Elle participe de même à la création de l’agence de Bafoussam.
- En 1983, elle participe à la création de la société de fabrication des emballages du Cameroun (SOFECAM) qui à son tour absorbera UNIPLAST S.A. Elle contribuera à la création de la société de distribution et de gestion (SODIGES) devant assurer la distribution des produits du groupe. Mais à cause de mauvais résultats, elle fut absorbée par Camlait S.A[1],[2].
- En 1986, son capital passe à 110 000 000 FCFA.
- En 1988, elle porte son capital à 200 000 000 FCFA.
- En 1997, son capital connaît une autre augmentation et passe à 300 000 000 FCFA.
- En 2000, le capital de Camlait est de 450 000 000 FCFA.
- En 2007, Camlait diversifie encore son activité en attaquant le secteur des boissons non alcoolisées avec la production de sa boisson nutritive RIVERR qui voit le jour en octobre 2007. Son capital connaît alors une très grande augmentation et s’élève à environ 1 222 760 000 FCFA.
- En février 2008, création à Ngaoundéré d’une agence pour la commercialisation des boissons nutritives RIVERR. Lancement des boissons rafraîchissantes avec notamment JOVINO.
- En 2011, les fonds propres atteignent 2,2 milliards de FCFA après le lancement du yaourt brassé et l'ouverture du sous-centre de Kumba.

En 2016, Camlait reçoit le "Grand prix Award de la marque OAPI" pour son produit River, un yaourt au soja. Ce prix est décerné par l'organisation africaine de propriété intellectuelle (OAPI).